# Orgelfront
Een orgelfront, soms ook prospect genoemd, is de voorkant van het orgel, die men vanuit de kerk of concertzaal ziet. Het front is voorzien van frontpijpen ofwel prospectpijpen. Vaak is het front versierd met houtsnijwerk.

## Frontpijpen
De frontpijpen worden ook wel "prospectpijpen" of "prestant" genoemd (afgeleid van het Latijnse "prestare" wat "vooraan staan" betekent). De prestant is het belangrijkste labiaalregister met open cilindrische pijpen. Het staat vooraan op de windlade en is meestal gedeeltelijk in het orgelfront verwerkt.
Frontpijpen werden vaak versierd door ze te beschilderen (in de renaissance met allerlei maskers), te ciseleren en/of ze te vergulden. Vooral in Engeland is het beschilderen een gewoonte geworden.

## Torens en velden
De frontpijpen worden in vlakke velden en hoekige of halve cilindervormige torens opgesteld. Torens op een half cirkelvormig grondvlak worden "ronde torens" genoemd, torens op een driehoekig grondvlak "spitse torens". Staan er meerdere (twee of drie) reeksen kleine pijpjes boven elkaar, dan wordt gesproken van "gedeelde velden". Meestal worden de frontpijpen nog omlijst door fraai uitgevoerd sierwerk.

## Orgelluiken
Tot het begin van de 18de eeuw werd de open voorkant van de orgelkast vaak voorzien van scharnierende luiken ter afsluiting en verfraaiing. Deze luiken werden meestal mooi beschilderd. Vaak werd ook het borstwerk met luiken afgesloten, zodat bij gesloten luiken een speciaal klankeffect kon worden verkregen.
Eind 17de eeuw begint een overgangsfase: sommige nieuwe orgels, zoals de orgels van Arp Schnitger, worden zonder frontdeuren gemaakt. Op andere plaatsen komen rond 1720 nog frontdeuren voor.

## Loos front
In een zogenaamd "loos front" zitten er geen sprekende maar stomme frontpijpen: dit kunnen houten sierpijpen zijn die eruitzien als orgelpijpen, bijvoorbeeld door ze te voorzien van tinfolie. Het kunnen ook echte orgelpijpen zijn, die niet spreken doordat ze niet zijn aangesloten op het eigenlijke instrument.